# جائزة سيمون دو بوفوار
جائزة سيمون دو بوفوار (بالفرنسية: Prix Simone de Beauvoir pour la liberté des femmes) هي جائزة حقوق إنسان عالمية، أسست سنة 2008. يتم منحها للأشخاص والمؤسسات التي تُحارب من أجل المساواة بين الجنسين، ومعارضة انتهاكات حقوق الإنسان. سُميت الجائزة باسم المؤلفة الفرنسية والفيلسوفة سيمون دو بوفوار التي عُرفت بدفاعها عن حقوق المرأة بتأليف كتاب الجنس الآخر سنة 1949.

## قائمة الحاصلين على الجائزة
- 2008: تسليمة نسرين (بنغلاديش) وآيان هرسي علي (هولندا).[1][2]
- 2009: حملة المليون توقيع: حملة قادتها الحركة النسائية الإيرانية لتغيير القوانين التي تنطوي على تمييز ضد النساء في إيران.[3]
- 2010: آي شياومينغ وغوو جيامي (الصين).[4]
- 2011: ليودميلا أوليتسكايا (روسيا): روائية وناشطة حقوقية روسية.
- 2012: الجمعية التونسية للنساء الديمقراطيات.[5]
- 2013: ملالا يوسفزي، طالبة ومدونة وناشطة باكستانية.[6]
- 2014: ميشيل بيرو، مؤرخة فرنسية.[7]
- 2015: المتحف الوطني للفن النسائي (الولايات المتحدة)[8]
- 2016: جوسي نيكوليني، عمدة لامبيدوزا في جزيرة صقلية، لدورها في إدماج المهاجرين في مجتمع الجزيرة الإيطالية.
- 2017: رابطة «أنقذوا النساء» البولندية. تسلمت الجائزة بابارا نوفاكا.[9]
- 2018: أسلي أردوغان، كاتبة تركية.[10]